# Comandante del Ejército Rebelde
Comandante (dt. Kommandeur, Befehlshaber) war der höchste Rang innerhalb der kubanischen revolutionären „Rebellenarmee“ (span. Ejército Rebelde) während ihres Guerillakriegs gegen den Diktator Fulgencio Batista (1956–1959).
Fidel Castro wurde als Anführer der Rebellenarmee der Titel eines „Comandante en Jefe“ (Ober-Kommandierender) zuteil, ein Rang, den er später auch offiziell in den regulären Revolutionären Streitkräften Kubas (Fuerzas Armadas Revolucionarias) und später als historischen Titel behielt. Der Ehrentitel „Comandante de la Revolución“ wurde 1976 den drei Comandantes Juan Almeida, Guillermo García Frías und Ramiro Valdés verliehen.

## Liste der Comandantes der Rebellenarmee

### Vor dem 1. Januar 1959 gefallen
- Ángel Ameijeiras Delgado (1925–1958, M-26-7, posthume Beförderung)
- Andrés Cuevas Heredia (1917–1958, posthume Beförderung, M-26-7)
- Braulio Curuneaux Trimiño (1929–1958, posthume Beförderung, M-26-7)
- Ramón González Coro (1931–1958, DR-13-3[A 1])
- Ramón Paz Borroto (M-26-7)
- René Ramos Latour (1932–1958, M-26-7)
- Ciro Redondo García (1931–1957, posthume Beförderung, M-26-7, Moncada- und Granma-Teilnehmer)
- Pedro Soto Alba (1935–1958, posthume Beförderung, M-26-7, Granma-Teilnehmer)
- Ángel Verdecia Moreno (1933–1958, posthum befördert, M-26-7)

### Ab 1959 in Opposition gegen Fidel Castro gegangen
- Genaro Arroyo (SFNE[A 2])
- Lázaro Asencio Suárez (1925–2009, SFNE)
- Jesús Carrera Zayas (1933–1961, SFNE, hingerichtet)
- Raúl Chibás Rivas (1916–2002, exiliert)
- Jaime Costa Chávez (1933–2015, M-26-7, Moncada- und Granma-Teilnehmer)
- Rolando Cubela Secades (* 1932, DR-13-3, 1979 exiliert)
- Higinio „Nino“ Díaz Ane (M-26-7)
- Pedro Luis Díaz Lanz (1926–2008, M-26-7, 1959 geflohen)
- Raúl Díaz Torres (†, Granma-Teilnehmer)
- José Duarte Oropesa, (M-26-7, exiliert)
- Armando Fleites Díaz (SFNE)
- Domingo René García Collazo (* 1930, 1959 befördert, M-26-7)
- Ramón Güin Díaz (1933–1996, DR-13-3)
- Eloy Gutiérrez Menoyo (1934–2012, SFNE)
- Ricardo Lorié Valls (1927–1980, 1959 exiliert)
- Huber Matos Benítez (1918–2014, M-26-7, exiliert)
- Víctor Mora Pérez († 1993, M-26-7, 1980 exiliert)
- William Morgan (1928–1961, SFNE, hingerichtet)
- Víctor Manuel Paneque Batista („Comandante Diego“, M-26-7, 1960 exiliert)
- Plinio Prieto Ruiz (1923–1960, SFNE, hingerichtet)
- José Quevedo Pérez (1925–2011, 2003 exiliert)
- Gilberto Rodríguez Fernández (1921–?, 1959 befördert, M-26-7, 1963 exiliert)
- Humberto Sorí Marín (1915–1961, M-26-7, hingerichtet)
- Aldo Vera Serafín (1928–1976)
- Antonio Michel Yabor (1926–2000, 1960 exiliert)

### Bis heute auf Kuba lebend
- Julio Camacho Aguilera (* 1924, M-26-7)
- Raúl Castro Ruz (* 1931, M-26-7, Moncada- und Granma-Teilnehmer)
- Abelardo Colomé Ibarra (* 1939, M-26-7)
- Raúl Curbelo Morales (* 1932, M-26-7)
- Víctor Dreke Cruz (* 1937, 1962 befördert, M-26-7)
- Guillermo García Frías (* 1928, M-26-7)
- Delio Gómez Ochoa (* 1929, M-26-7)
- Antonio Enrique Lussón Battle (* 1930, M-26-7)
- José Ramón Machado Ventura (* 1930, M-26-7)
- Manuel Nogueira Ramos (* ca. 1928, M-26-7)
- Walfrido Pérez Rodríguez (M-26-7)
- Samuel Rodiles Planas (* 1932, M-26-7)
- Ramiro Valdés Menéndez (* 1932, M-26-7, Moncada- und Granma-Teilnehmer)

### Weitere Comandantes
- Juan Abrantes Fernández (1935–1959, DR-13-3)
- Armando Acosta Cordero (1920–2009, M-26-7)
- Juan Vitalio Acuña Núñez (1925–1967, M-26-7)
- José Argibay Rivero († 1973, M-26-7)
- José Ramón Balaguer Cabrera (1932–2022, M-26-7)
- Víctor Bordón Machado (1931–2014, M-26-7)
- Luis Borges Alducín (1929–2007, M-26-7)
- Juan Almeida Bosque (1927–2009, M-26-7, Moncada- und Granma-Teilnehmer)
- Efigenio Ameijeiras Delgado (1931–2020, M-26-7, Granma-Teilnehmer)
- Lázaro Artola Ordaz (M-26-7, SFNE)
- Gaspar Brooks Abella († in Miami, 1959 Marineminister)
- Francisco „Paco“ Cabrera Pupo (1924–1959, M-26-7)
- Julio Casas Regueiro (1936–2011, M-26-7)
- Ernesto Casillas Palenzuela (nach 1958 befördert, M-26-7)
- Humberto Castelló Aldanás (1923–2001, DR-13-3)
- Belarmino Castilla Mas (1934–2015, M-26-7)
- Fidel Castro Ruz (1926–2016, M-26-7, Moncada- und Granma-Teilnehmer)
- Gilberto Cervantes Núñez (M-26-7)
- Faure Chomón Mediavilla (1929–2019, DR-13-3)
- Camilo Cienfuegos Gorriarán (1932–1959, M-26-7, Granma-Teilnehmer)
- Luis Crespo Cabrera (1923–2002, M-26-7, Granma-Teilnehmer)
- Raúl Díaz Naranjo (–1964)
- Félix Duque Güelmes
- Dermidio Escalona Alonso (1930–2009, M-26-7)
- Manuel „Piti“ Fajardo Rivero (1931–1960, M-26-7)
- Óscar Fernández Mel (1931–2019, M-26-7)
- Eduardo Fernández Rodríguez, (ca. 1926–2003, M-26-7)
- Carlos „el Chino“ Figueredo Rosales (* ca. 1936–2009, DR-13-3)
- Ángel Frías Roblejo († 1969)
- Arsenio García Dávila (1936–2017, nach 1958 befördert, M-26-7, Granma-Teilnehmer)
- Calixto García Martínez (1928–2010, M-26-7, Bayamo- und Granma-Teilnehmer)
- Ernesto „Che“ Guevara de la Serna (1928–1967, M-26-7, Granma-Teilnehmer)
- Carlos „Nicaragua“ Julio Iglesias Fonseca (1930–2021, M-26-7)
- Joel Iglesias Leyva (1941–2011, M-26-7)
- Guillermo „Jimenito“ Jiménez Soler (1936–2020, DR-13-3)
- Juan Ramón López Fleitas (1925–1959, posthume Beförderung, M-26-7)
- Julio Martínez Páez (1908–2000, M-26-7)
- Augusto Martínez Sánchez (1923–2013, M-26-7)
- Pedro Miret Prieto (1927–2016, M-26-7, Moncada-Teilnehmer)
- Eddy Suñol Ricardo (1925–1971, M-26-7)
- Raúl Menéndez Tomassevich (1929–2001, M-26-7)
- José Moleón (DR-13-3)
- Demetrio Montseny Villa (1930–2011, M-26-7)
- Reinaldo Mora Pérez (ca. 1927–2014, M-26-7)
- Cristino Naranjo Vázquez (1929–1959, posthume Beförderung, M-26-7)
- Filiberto Olivera Moya (1921–1997, M-26-7)
- Eduardo Bernabé Ordaz Ducunge (1921–2006, M-26-7)
- Félix Lugerio Pena Díaz (1931–1959, M-26-7)
- Vicente de la O Gutiérrez (1916–1988, M-26-7, nach 1958 befördert)
- Juan Manuel Páez Inchausti (1900–1976, 1959 befördert, M-26-7)
- Alfredo Peña Rodríguez (1921–?, SFNE)
- Faustino Pérez Hernández (1920–1992, M-26-7, Granma-Teilnehmer)
- Crescencio Pérez Montano (1895–1986, M-26-7)
- Manuel Piñeiro Losada (1933–1998, M-26-7)
- José Ponce Díaz (1926–2001, 1959 befördert, M-26-7, Granma-Teilnehmer)
- René Rodríguez Cruz (–1990)
- Horacio Rodríguez Hernández (1928–1959, posthume Beförderung, M-26-7, Granma-Teilnehmer)
- Luis Orlando Rodríguez Rodríguez (1912–1989, M-26-7)
- Universo Sánchez Álvarez (1919–2012, M-26-7, Moncada- und Granma-Teilnehmer)
- Antonio Sánchez Díaz, 'Pinares', (1927–1967, 1959 befördert, M-26-7)
- Aldo Santamaría Cuadrado (1927–2003, M-26-7)
- René de los Santos Ponce († 2007, M-26-7)
- Eduardo „Lalo“ Sardiñas Labrada (1931–2011, M-26-7)
- Jorge „Papito“ Serguera Riverí (1932–2009, M-26-7)
- Hilda Torralbas (M-26-7, nach 1958 befördert)
- Félix Torres González (1917–2008, PSP)
- Sergio del Valle Jiménez (1927–2007, 1959 befördert, M-26-7)
- René Cirilo Vallejo Ortiz (1920–1969)
- Rafael „Pungo“ Verdecia Moreno (M-26-7)